# El mundo se equivoca
El mundo se equivoca, uscito a metà del 2006, è il quarto album (il terzo in studio) del gruppo spagnolo La Quinta Estación. Il primo singolo estratto è stato Tu peor error (che ha raggiunto il 3 posto in Messico), seguito da Me muero, che ha avuto un enorme successo, rimanendo per ben 11 settimane consecutive al primo posto dei singoli più venduti in Messico e ai primi posti in tutti gli altri paesi del Sud America. Il terzo singolo estratto è Sueños rotos, eccetto per il mercato statunitense, dove il gruppo ha deciso di pubblicare Ahora Que Te Vas.

## Tracklist
- Tu peor error
- Ahora que te vas
- Me muero
- Para no decirte adios
- Sueños rotos
- Nada
- Cosa de dos
- La frase tonta de la semana
- Que fui para ti
- Cartas
- El amor no duele
- Tan solo quiero amarte
- Asi eres

## Singoli estratti
- Tu peor error
- Me muero
- Sueños rotos (non pubblicato negli Stati Uniti)
- Ahora que te vas (pubblicato esclusivamente negli Stati Uniti)
- La frase tonta de la semana